# Wojciech ze Szlatyna
Wojciech ze Szlatyna (Wojciech ze Szletyna, Wojciech Szlatyński, ur. XIV w., zm. XV w.) – polski szlachcic, wzmiankowany w 1403 i w 1409 roku jako właściciel Szlatyna i Łubcza (woj. lubelskie).

## Wojciech ze Szlatyna w źródłach
Wojciech ze Szatyna w 1409 roku wraz dziedzicami sąsiednich wsi ufundował pierwszy kościół (zapewne drewniany) w pobliskim Gródku. Po ukończeniu budowy  wraz z współfundatorami udał się do biskupa chełmskiego Jana Biskupca z Opatowic z prośbą o błogosławieństwo dla nowej parafii. Biskup erygował parafię 13 kwietnia 1420 r. i w dniu 26 lipca 1420 r. osobiście dokonał konsekracji kościoła p.w. Wniebowzięcia Najświętszej Maryi Panny.

## Potomek lub krewny Wojciecha ze Szlatyna
W 1479 r. jako właściciel Szlatyna wzmiankowany jest Andrzej Szlatyński, potomek lub krewny Wojciecha.